# Bananal (Guarulhos)
Bananal é um bairro de Guarulhos, no estado de São Paulo.
No bairro do Bananal existem bairros como o Parque Santos Dumont, Canarinho, Jardim das Oliveiras I e II, Jd. Avelina, V. União, Jd. Munira, Jd. Bananal e Ch. Bananal.

## Descrição Geográfica
É um distrito de formato alongado que, em seu norte se situa o limite da floresta do Parque Estadual da Cantareira e a Serra do Bananal. Em sua área rural apresenta sítios em meios a bolsões de floresta, na região norte e na região sul. Nas regiões central, leste e oeste apresenta conurbação com o Parque Primavera nos bairros de Vila União e Jd. Oliveiras I, e com Jardim São João, na Estrada do Sabóo, com o Pq. Santos Dumont.